# 艾瑞丝·洛

艾瑞丝·洛

艾瑞丝·塔卢拉·伊丽莎白·洛（Iris Tallulah Elizabeth Law，2000年10月25日—）是一位英格兰时尚模特、演员。艾瑞丝出生在美国洛杉矶市，父亲是英国演员裘德·洛，母亲是英国演员、时尚设计师珊迪·弗罗斯特。